# Zahnverlust

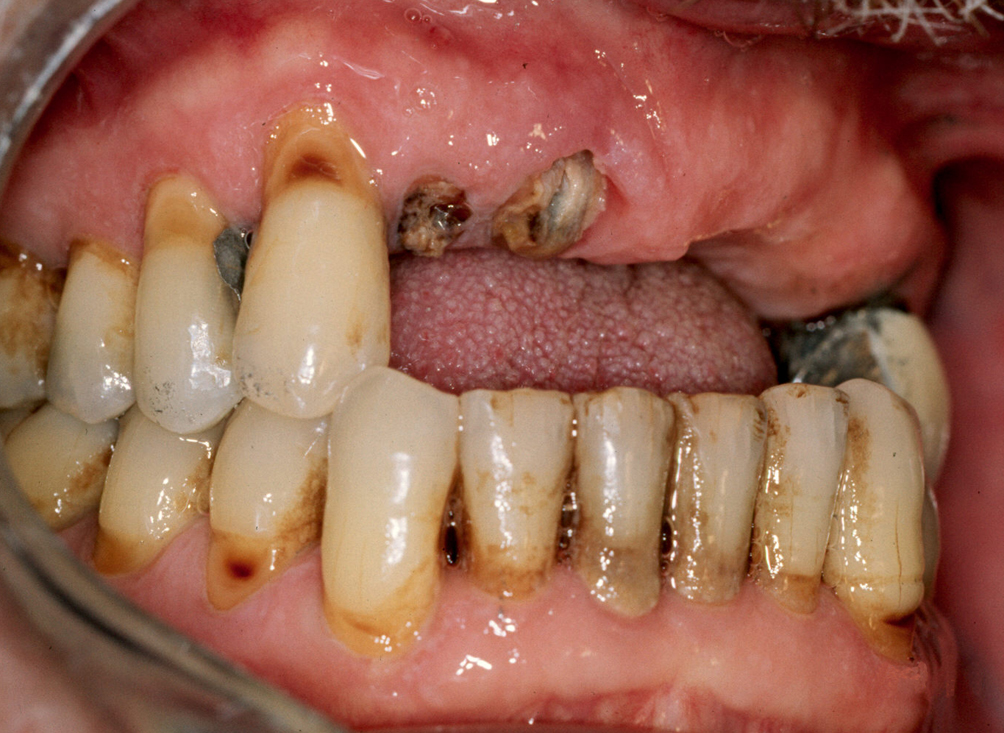
Partieller Zahnverlust der Zähne im Oberkiefer
Wurzelreste der Zähne 11, 12

Unter Zahnverlust wird eine Verringerung des insgesamt 32 Zähne umfassenden Zahnbestandes eines Erwachsenen (nicht der natürliche Verlust der Milchzähne – siehe Zahnwechsel) verstanden. Zahnverlust kann einzelne oder mehrere Zähne betreffen und verschiedene Ursachen haben.

## Ursache
Mögliche Ursachen von Zahnverlust sind:

### Unfall
Zahnverlust als Folge von Unfall, Sturz- und Schlageinwirkung kann unmittelbar erfolgen oder durch Komplikationen verzögert eintreten. Hierbei führt eine äußere Krafteinwirkung zu einer starken Beschädigung (bei Kindern und Jugendlichen meist Schäden der Frontzähne) bzw. zur vollständigen Zerstörung des Zahnes, so dass dieser im schlechtesten Fall nicht mehr erhalten werden kann.

### Karies
Durch ungenügende Mundhygiene entstandener Zahnbelag (Plaque) aus Bakterien ist die entscheidende Ursache für Karies, die Erkrankung des Zahnes. Obwohl Zahnschmelz als die härteste körpereigene Substanz gilt, wird er durch Zahnbelag angegriffen und porös, sodass Bakterien in den ungeschützten Zahn eindringen können, was die weichere Zahnsubstanz Dentin, das Zahninnere und die Zahnwurzel beschädigt und letztlich zum Zahnverlust führt.

### Parodontitis
So wie die Karies ist auch die Parodontitis bakteriell bedingt, betrifft jedoch nicht den Zahn selbst, sondern den Zahnhalteapparat, zu dem das Zahnfleisch, das Zahnfach (die knöcherne Umgebung, in der der Zahn verankert ist) und die Zahnwurzel gehören. Bleibt eine solche bakterielle Infektion unbehandelt, kommt es zu entzündlichen Veränderungen und Abbau der Kieferknochensubstanz bis hin zum Zahnausfall. Parodontitis ist die häufigste Ursache für Zahnverlust bei Erwachsenen.

### Allgemeinerkrankungen
Schwere Allgemeinerkrankungen und chronische Leiden wie Diabetes, rheumatische Gelenkentzündungen und Osteoporose erhöhen das Risiko für Zahn- und Zahnfleischerkrankungen, die zu Zahnverlust führen. Besonders bakteriell bedingte Erkrankungen und ein geschwächtes Immunsystem können dazu führen, dass Bakterien im Körper über Nerven und Blutgefäße auch zum Zahnfleisch gelangen, wo sie Entzündungen und eine Zerstörung des Zahnhalteapparates verursachen.

## Klassifikationen von Zahnlücken
Die Einteilung von Zahnlücken kann nach verschiedenen Ansätzen erfolgen:

### Klassifikation nach Kennedy

Kennedy Klassifikation teilbezahnter Kiefer

Bei der Kennedy Klassifikation (1932) werden die verschiedenen Möglichkeiten von Zahnlücken anhand der Lage (topographisch) in vier Klassen eingeteilt. Es wird dabei nur der Einzelkiefer betrachtet.
- Kennedy-Klasse I: beidseitige verkürzte Zahnreihe oder beidseitige Freiendlücke
  - Kennedy-Klasse I1 bilateral verkürzte Zahnreihe und eine Lücke
  - Kennedy-Klasse I2 bilateral verkürzte Zahnreihe und mehrere Lücken
  - Kennedy-Klasse I3 bilateral verkürzte Zahnreihe bei noch geringem Restzahnbestand
- Kennedy-Klasse II:  einseitig verkürzte Zahnreihe
  - Kennedy-Klasse II1 unilateral verkürzte Zahnreihe und eine Lücke
  - Kennedy-Klasse II2 unilateral verkürzte Zahnreihe und mehrere Lücken
  - Kennedy-Klasse II3 unilateral verkürzte Zahnreihe bei noch geringem Restzahnbestand
- Kennedy-Klasse III: seitliche Schaltlücke
  - Kennedy-Klasse III1 durch zwei Lücken unterbrochene Zahnreihe
  - Kennedy-Klasse III2 durch mehrere Lücken unterbrochene Zahnreihe
  - Kennedy-Klasse III3 durch mehrere Lücken unterbrochene Zahnreihe bei noch geringem Restzahnbestand
- Kennedy-Klasse IV: frontale Schaltlücke (über die Mittellinie reichend)

Die am weitesten distal gelegene Zahnlücke ist ausschlaggebend für die Zugehörigkeit zu einer Kennedy-Grundklasse – abgesehen von Kennedy-Klasse IV. Fehlende Weisheitszähne (8er) ergeben keine verkürzte Zahnreihe im Sinne der Kennedy Klassifikation.

### Klassifikation nach Wild
Die Wild Klassifikation (1949) sieht eine rein deskriptive Einteilung von Lückengebissen vor: verkürzt, unterbrochen oder kombiniert.
- Wild-Kategorie I:   ein oder beidseitige Freiendlücke.
- Wild-Kategorie II:  Schaltlücken
- Wild-Kategorie III: Kombination von I und II

### Klassifikation nach Eichner

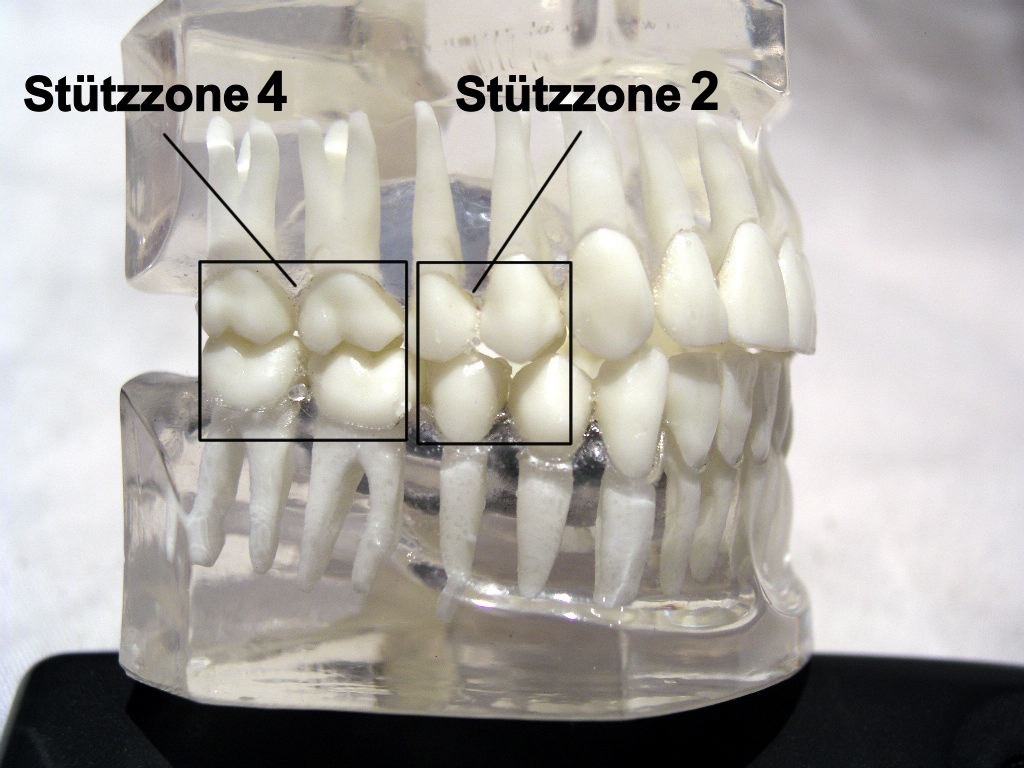
Stützzone 2 und Stützzone 4

Bei der Eichner Klassifikation (1955) wird eine funktionelle Einteilung der Lückengebisse nach den vorhandenen Stützzonen in drei Gruppen vollzogen. Eichner griff dabei den 1951 von Steinhardt eingeführten Begriff der Stützzonen auf. Ein vollständiges Gebiss weist vier Stützzonen auf, wobei die Frontzähne nicht zu berücksichtigen sind. Eine Stützzone besteht dabei aus zwei gegenüber liegenden Zahnpaaren, also vier Zähnen:
- 1. Stützzone: Prämolaren der linken Seite
- 2. Stützzone: Prämolaren der rechten Seite
- 3. Stützzone: Molaren der linken Seite
- 4. Stützzone: Molaren der rechten Seite

Die Kennzeichnung des Funktionswertes des Lückengebisses nach der Anzahl der noch vorhandenen Stützzonen ist dabei ausschlaggebend für die Aufteilung in folgende 3 Hauptgruppen, mit einer weiteren Unterteilung nach der Anzahl der Lücken:
- Gruppe A: alle 4 Stützzonen weisen antagonistischen Kontakt auf
  - Eichner Gruppe A1 beide Kiefer vollbezahnt, einzelne Zähne beschädigt, aber aufbaufähig
  - Eichner Gruppe A2 ein Kiefer vollbezahnt, ein Kiefer mit zahnbegrenzten Lücken
  - Eichner Gruppe A3 beide Kiefer mit Lücken, volle Abstützung in vier Stützzonen
- Gruppe B: weniger als 4 Stützzonen weisen antagonistischen Kontakt auf
  - Eichner Gruppe B1 Kontakt nur in 3 Stützzonen
  - Eichner Gruppe B2 Kontakt nur in 2 Stützzonen
  - Eichner Gruppe B3 Kontakt nur in 1 Stützzonen
  - Eichner Gruppe B4 Kontakt nur außerhalb der Stützzonen
- Gruppe C: fehlender antagonistischer Zahnkontakt[4]
  - Eichner Gruppe C1 Restzähne in beiden Kiefern ohne Kontakt
  - Eichner Gruppe C2 ein Kiefer unbezahnt, Restzähne im anderen Kiefer
  - Eichner Gruppe C3 beide Kiefer unbezahnt

## Folgen
Durch Zahnlücken entstandener falscher Aufbiss (gestörter Kontakt zwischen Zahn und Gegenzahn sowie in die Zahnlücke kippende benachbarten Zähne) kann zu gesundheitlichen Folgeschäden führen: verspannte Kaumuskeln, schmerzende Kiefergelenke, Nackenverspannungen, chronische Kopfschmerzen und Rückenbeschwerden. Ein fehlbelastetes Kiefergelenk bewirkt nächtliches Zähneknirschen, das Schwindel und Tinnitus auslösen kann. Durch fehlende Zähne kann außerdem ein Kieferknochenabbau und gleichzeitig eine Fehl- und Überbelastung der noch verbleibenden Zähne erfolgen. Zahnlücken können eine Gefahr für die Mund- und Allgemeingesundheit bedeuten, das Ersetzen von fehlenden Zähnen erfolgt deshalb nicht nur aus kosmetischen Gründen.

## Behandlung
Zur Behandlung von Zahnverlust bietet die Zahnheilkunde verschiedene Möglichkeiten, den ursprünglichen Zahn zu ersetzen:

### Zahnbrücken
Eine Zahnbrücke ist ein festsitzender Zahnersatz, der an den noch vorhandenen Nachbarzähnen befestigt wird. Ihre Problematik besteht in der Belastung der brückentragenden Nachbarzähne. Durch die notwendige Präparation (Beschleifen) der Zähne und die Brücken-Befestigung wird der Zahnschmelz der Pfeilerzähne beschädigt, was einen weiteren Zahnverlust fördern kann. Die erhöhte, umverteilte Belastung beim Kauen auf die umliegenden Zähne kann zu übermäßiger Beanspruchung führen. Im schlimmsten Fall führt das zu einer Zahnlockerung mit nachfolgendem weiteren Zahnverlust.

### Zahnprothesen
Als Zahnprothese wird ein herausnehmbarer Zahnersatz bezeichnet, der eine Zahnreihe (Teilprothese) oder ein gesamtes Gebiss (Totalprothese) ersetzt. Dieser Zahnersatz kann vom Patienten täglich herausgenommen und gereinigt werden. Die Problematik besteht hier in der unnatürlichen Druckbelastung der Kieferknochen und einer geringeren Stabilität durch fehlende Zähne: Die Knochensubstanz kann sich langsam zurückbilden, wodurch der herausnehmbare Zahnersatz im Laufe der Jahre keine optimale Passform und damit keinen zuverlässigen Halt mehr hat, was zu Schmerzen beim Tragen führen kann. Im fortgeschrittenen Zustand können durch die Belastung weitere Zähne verloren gehen.

### Zahnimplantate
Bei Zahnimplantaten entstehen die oben genannten Risiken und Probleme nicht, da die an eine Zahnlücke grenzenden Zähne nicht beschliffen werden müssen. Implantate ermöglichen eine fest sitzende Zahnersatzlösung bei Zahnverlust, indem sie einzelne Zähne in naturnaher Weise ersetzen, sodass wieder ein vollständiges, funktionsfähiges Gebiss rekonstruiert werden kann. Die künstliche Zahnkrone, welche fest auf dem im Kieferknochen verankerten Implantat sitzt, kann wie ein eigener Zahn gereinigt werden. An Implantaten kann auch ein herausnehmbarer Zahnersatz befestigt werden. Durch Implantate wird der Knochenabbau durch Prothesensättel reduziert oder verhindert. Implantate können einem herausnehmbaren Zahnersatz Stabilität verleihen. Die Nachteile bestehen in hohen Kosten, einem operativen Eingriff, einer langen Behandlungsdauer und dem Risiko des Implantatverlusts.